# 科爾基山 (萬薩區)
11°34′14″S 76°29′5″W / 11.57056°S 76.48472°W
科爾基山（Qullqi），是秘魯的山峰，位於該國中南部利馬大區，由瓦羅奇里省的萬薩區負責管轄，屬於安地斯山脈的一部分，海拔高度5,038米。